# Haseley
Haseley – wieś w Anglii, w hrabstwie Warwickshire. Leży 6 km na północny zachód od miasta Warwick i 138 km na północny zachód od Londynu.